# 악마의 변호인

악마의 변호인(devil's advocate)은 로마 카톨릭 교회의 성인 추대 제도에서 유래했다.
후보자 검증을 하기 위한 제도로 시작되었는데 1983년에 폐지되었다.
악마의 변호인은 집단적 사고의 폐단을 방지하기 위해 구성원 중에서 일부러 반대 의견을 제시하는 역할을 맡는 사람이다.
반대 의견을 제시하여 논의를 활성화시키면 의사결정에서 다양한 의견을 고려할 수 있다.
미국 클린턴 전 대통령은 중요 현안에 대해 악마의 변호인을 자처했다.
당시 백악관 국가안보 부보조관 스타인버그는 "클린턴은 태생적으로 의심이 많아 토론에서 늘 악마의 변호인 역을 맡았다"며 모두가 동의한 사안이라도
반대 의견을 제시해 논쟁을 일으키는 방식으로 그 결정이 옳은지를 시험하려고 했다"고 회고했다.
베스트셀러 [넛지]의 작가 캐스 선스타인 하버드 로스쿨 교수는 저서 [와이저]를 통해 집단의 실패를 막기 위해 악마의 변호인 도입을 강조하였다.
"집단은 맨 처음 말을 꺼내거나 행동에 나선 사람에게 나머지 구성원이 무작정 동조하는 경향이 나타나기 쉽다."고 지적했다.
회의에서 앞서 발언한 세 사람이 동일한 입장을 취하면 네 번째 사람은 이를 부정할 만한 확실한 근거가 있어도 대놓고 반박하기를 꺼린다는 것이다.
집단 의사에 반하는 정보를 주저 없이 이야기하도록 장려할수록 집단 실패의 가능성이 줄어든다고 보았다.
출처
news.joins.com;www.hankyung

## 같이 보기
- 변증법
- 문답법